# Pungent Stench
Pungent Stench (česky štiplavý smrad) je rakouská death metalová kapela založená v únoru 1988 ve Vídni bývalými členy skupiny Carnage. Kapela patří společně s Disharmonic Orchestra a Disastrous Murmur mezi pionýry rakouského death metalu. Ve svých textech se kapela věnuje sexuálním tématům (např. znásilnění, pedofilie, akrotomofilie).
V roce 1988 vyšlo demo Mucous Secretion, poté v roce 1989 splitko s kolegy Disharmonic Orchestra a první minialbum Extreme Deformity.
Debutové studiové album vyšlo o rok později a dostalo název For God Your Soul ... for Me Your Flesh (Bohu tvou duši ... pro mě tvé maso).
Skladba „Suspended Animation“ se objevila na CD kompilaci z roku 1990 Death... is just the beginning hudebního vydavatelství Nuclear Blast.
Dříve nezveřejněná skladba „Daddy Cruel“ vyšla na CD kompilaci z roku 1992 Death... is just the beginning II rovněž od Nuclear Blast.
Martin Schirenc působí i v kapele Hollenthon.

## Diskografie
Dema
- Mucous Secretion (1988)

Studiová alba
- For God Your Soul ... for Me Your Flesh (1990)
- Been Caught Buttering (1991)
- "Club Mondo Bizarre" For Members Only (1994)
- Masters of Moral - Servants of Sin (2001)
- Ampeauty (2004)
- Smut Kingdom (2018)

EP
- Extreme Deformity (1989)
- 屍臭 (1991)
- Dirty Rhymes and Psychotronic Beats (1993)

Kompilační alba
- Praise the Names of the Musical Assassins (1997)[3]
- First Recordings (2018)

Kolaborativní alba
- #rapemetoo (2019) – společně s Dr. Heathen Scum

Split nahrávky
- Pungent Stench / Disharmonic Orchestra (1989) – společně s rakouskou kapelou Disharmonic Orchestra
- Blood, Pus & Gastric Juice / Confess All Goodness (1990) – společně s britskou kapelou Benediction
- Loot, Shoot, Electrocute / The Temple of Set (2001) – společně s britskou kapelou Benediction

Box sety
- Sick Bizarre Defaced Collection (2018) – sada 5 audiokazet od řeckého hudebního vydavatelství Floga Records

## Videografie
VHS
- Video La Muerte (1993)